# Mlékařská hodina
Mlékařská hodina je označení pro dobu zhruba mezi 4. a 5. hodinou ranní. Název je odvozen od činnosti, kdy se svážela nadprodukce mléka ze soukromých krav jednotlivců na vesnici nebo ve městě ke zpracování do mlékárny.
Po nástupu komunistů a radikální kolektivizaci tato tradice úplně vymřela. Najít můžeme spíše opačný děj, kdy v tuto dobu zákazníci chodili pro čerstvé, chutnější, vydatnější a obvykle levnější mléko do mlékáren.
Odkaz na toto slovní spojení již dnes téměř nenajdeme, kromě jedné z básní Josefa Kainara s názvem Odcházím z domova, kterou zpívá Karel Plíhal na hudbu Harry Warren & Al Dubin (Coffee in the Morning). Stejnou píseň na vlastní melodii pak zpívá také brněnská hudební skupina Folk Team.